# Morina chlorantha
Morina chlorantha är en kaprifolväxtart som beskrevs av Friedrich Ludwig Diels. Morina chlorantha ingår i släktet Morina och familjen kaprifolväxter. Inga underarter finns listade i Catalogue of Life.